# Deimos-2
Deimos-2 est un satellite espagnol d'observation de la Terre construit par l'entreprise sud-coréenne Satrec Initiative (en) pour Elecnor Deimos (en).

## Historique
Le système d'observation de la Terre a été développé par Elecnor Deimos, dans ses installations de Puertollano, qui a géré l'ingénierie, le segment sol, l'intégration, les tests, le contrat de lancement et la phase de lancement et d'orbite précoce (LEOP), en collaboration avec Satrec Initiative, qui a fourni la plate-forme et la charge utile. La plate-forme est basée sur DubaiSat-2, lancé en 2013, avec une batterie plus grande destinée à durer au moins 7 ans. Le satellite a été acheté par Urthecast (en) en 2015, avec Deimos-1 et Deimos Imaging (en), la division d'Elecnor Deimos qui était chargée de l'exploitation des deux satellites.
La mission utilise le centre de contrôle et une antenne de surveillance d'Elecnor Deimos, dans ses installations de Puertollano et aussi des antennes de poursuite à Kiruna (Suède) et Svalbard (Norvège).
Le satellite a été lancé le 19 juin 2014, avec deux autres satellites, sur une orbite terrestre basse, à 620 kilomètres d'altitude, par l'ISC Kosmotras (qui a déjà lancé son prédécesseur, Deimos-1) à l'aide d'une fusée Dnepr.